# Лорео
Лорео (італ. Loreo, вен. Łoreo) — муніципалітет в Італії, у регіоні Венето, провінція Ровіго.
Лорео розташоване на відстані близько 360 км на північ від Рима, 45 км на південь від Венеції, 33 км на схід від Ровіго.
Населення — 3566 осіб (2014).
Щорічний фестиваль відбувається 15 серпня. Покровитель — Madonna assunta.

## Демографія
Населення за роками:

Станом на 1 січня 2023 року в муніципалітеті офіційно проживало 237 іноземців з 30 країн, серед них 50 громадян країн Євросоюзу та 15 громадян України.

## Сусідні муніципалітети
- Адрія
- Каварцере
- Кіоджа
- Порто-Віро
- Розоліна
- Тальйо-ді-По